# Aonides mayaguezensis
Aonides mayaguezensis är en ringmaskart. Aonides mayaguezensis ingår i släktet Aonides och familjen Spionidae. Inga underarter finns listade i Catalogue of Life.